# Скоротово (деревня)
Скоротово — деревня в составе сельского поселения Захаровское Одинцовского района Московской области России. В деревне числятся 4 садовых товарищества и железнодорожная платформа Скоротово. До 2006 года Скоротово входило в состав Введенского сельского округа.

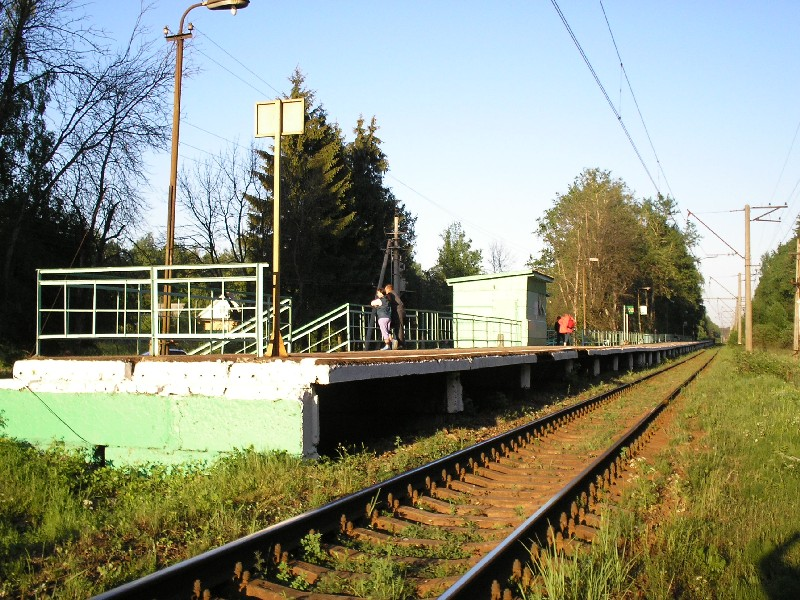
Железнодорожная платформа рядом с деревней Скоротово

Деревня расположена на западе района, в 5 км юго-восточнее Звенигорода, на шоссе А107 — Московское малое кольцо, высота центра над уровнем моря 196 м.
Впервые в исторических документах деревня Скорлотово встречается в Экономических примечаниях 1800 года, согласно которым в ней было 25 дворов, 90 душ мужского и 91 женского пола. На 1852 год в деревне числилось 20 дворов и 125 душ обоего пола, в 1890 году — 135 человек. По Всесоюзной переписи 17 декабря 1926 года числилось 38 хозяйств и 192 жителя, по переписи 1989 года — 59 хозяйств и 121 житель.

## Население
| 2002 | 2006 | 2010 |
| ---- | ---- | ---- |
| 105  | →105 | ↘94  |